# مايك سميث (لاعب كرة قدم بريطاني)
مايك سميث (بالإنجليزية: Mike Smith)‏ هو مدرب كرة قدم ولاعب كرة قدم بريطاني، ولد في 1937 في هندون (لندن) في المملكة المتحدة. لعب مع كورنثيان كاشولز.

## وصلات خارجية
- مايك سميث على موقع قاعدة بيانات كرة القدم.إي يو (الإنجليزية)
- مايك سميث على موقع قاعدة بيانات كرة القدم.إي يو (الإنجليزية)
- مايك سميث على موقع Soccerbase.com (مدرب) (الإنجليزية)
- مايك سميث على موقع Soccerway.com (الإنجليزية)